# Henri Heurtebise
Henri Heurtebise, né le 14 février 1936 au château du Pécile à Bazens en Lot-et-Garonne et mort le 7 janvier 2023 à Damazan, est un poète et éditeur français, fondateur des éditions Multiples.

## Biographie
Henri Heurtebise passe son enfance et son adolescence à Damazan et écrit son premier poème en 1955, à l'âge de dix-neuf ans.
Professeur de lettres classiques de 1960 à 1996 au lycée de Muret, près de Toulouse, il se lance dans le « récital poétique » à partir de 1974. En 1970, il fonde Multiples, une revue de poésie, avec René Cazajous (1926-1972), puis crée en 1991 la collection « Fondamente » aux éditions Multiples.
En 1980, il s'installe dans la commune de Longages (Haute-Garonne). L'année 1987 voit la naissance d'un cycle de lectures poétiques à la librairie toulousaine Ombres Blanches. En 2015, cette fête, créée par Henri Heurtebise, est toujours célébrée à la Cave Poésie de Toulouse.
Henri Heurtebise meurt à Damazan le 7 janvier 2023 à l'âge de 86 ans.

## Publications
- 1970 : Chantecri, Éditions Chambelland.
- 1976 : Bref.
- 1980 : Aires de parlerie, Éditions Verticales.
- 1985 : Le Menu Temps, Éditions Encres Vives.
- 1990 : D'automnes, Éditions Rougerie.
- 1991 : L'Inépuisable Fini, Éditions Multiples.
- 1994 : Le Chevet, Éditions Rougerie.
- 1996 : D'imaginie, Éditions Rougerie.
- 1997 : Adam et Ève, Éditions Multiples.
- 2000 : Humaine humain, Éditions Rougerie.
- 2000 : Monsieur de Non Juan.
- 2004 : Filigranes, Éditions Encres Vives.
- 2005 : Chant profond, Éditions Rougerie.